# República Autónoma del Sureste de Ucrania

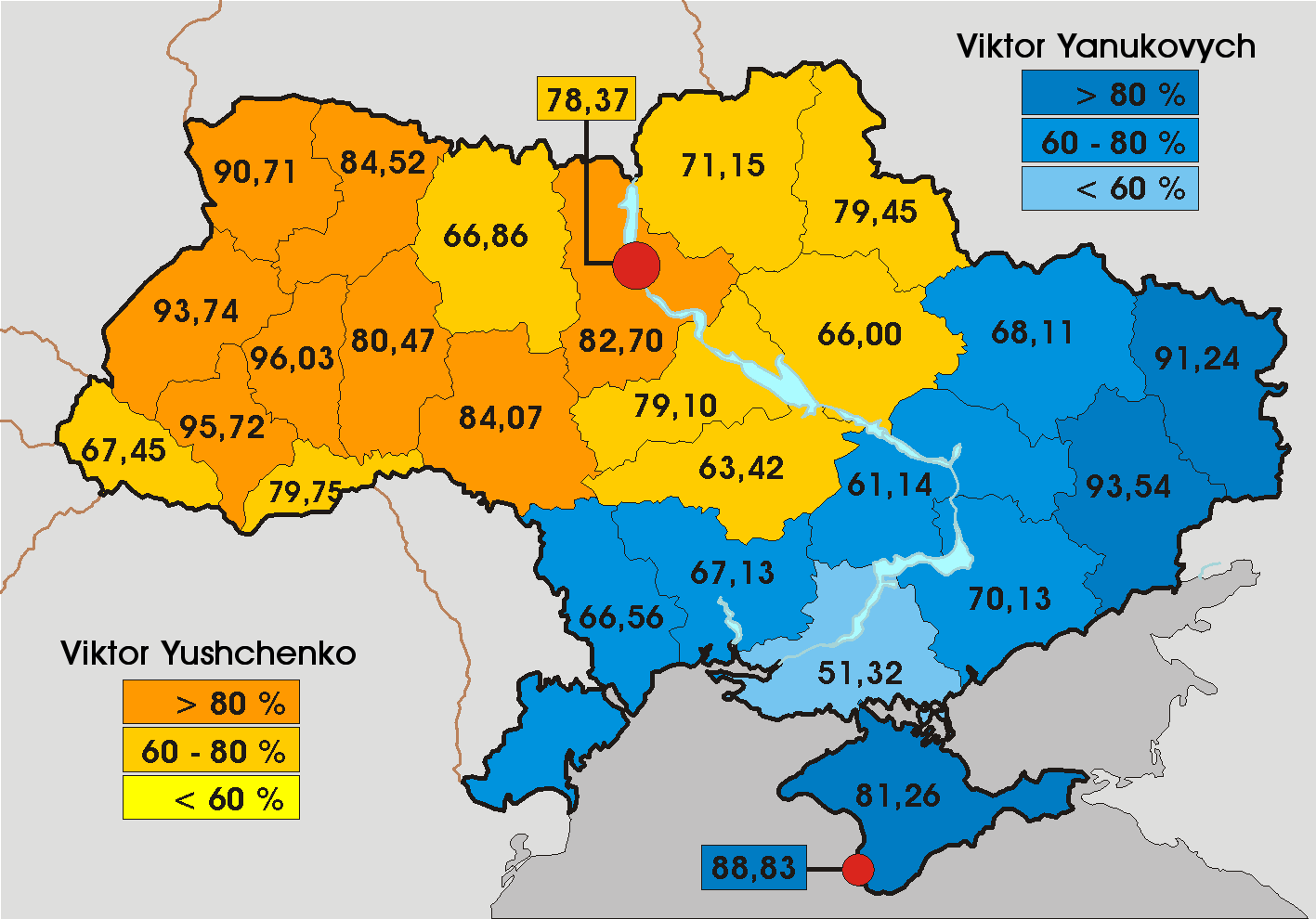
Resultados de la segunda vuelta de las elecciones presidenciales de Ucrania de 2004. Las provincias en las que Viktor Yanukovych obtuvo la mayoría de los votos (marcadas en azul), se agruparían como parte del proyecto de la República Autónoma del Sureste de Ucrania.

La República Autónoma del Sureste de Ucrania (Південно-Східна Українська Автономна Республіка en idioma ucraniano: transl. Pivdenno-Schidna Ukraïnśka Avtonomna Respublika; Юго-Восточная Украинская Автономная Республика en ruso, transl.: Jugo-Vostočnaja Ukrainskaja Avtonomnaja Respublika), abreviado PSUAR en ucraniano y JVUAR en ruso, fue un proyecto político llevado a cabo en 2004 por los partidos políticos afines al Gobierno de Viktor Yanukovich. Empezó el 26 de noviembre de 2004 por el gobierno regional de Lugansk hasta que fue abandonado por los consejeros de Donetsk.

## Origen
El máximo representante del óblast de Lugansk: Viktor Tikhonov propuso crear una entidad política junto a Oleksandr Yefremov. Tras la sesión adoptaron la decisión de no someterse bajo la administración estatal de la región y organizar un comité ejecutivo independiente dirigido por Yefremov. La sesión incluía también la revisión de los miembros del congreso para un mayor autogobierno en los territorios del sureste además de trabajar en la creación de una nueva hacienda, banca e instituciones financieras para dichas provincias.
Sin embargo, el alcalde: Oleksandr Lukyanenko declaró que "nadie quería la autonomía sino buscar un compromiso para frenar la Revolución Naranja" que tenía lugar en Kiev por aquel entonces.

### En ruso
- «Проект ЮВУАР. Депутаты от Партии регионов призывают изменить государственное устройство Украины. За и против». Харьковские известия. 2014, 30 января. Archivado desde el original el 20 de mayo de 2015. Consultado el 19 de mayo de 2015.
- «Русский язык признан региональным в "Юго-Восточной Автономии"». Левый берег. 2012, 14 сентября.
- «Украину раскладывают по частям В Киеве обсудили возможность перехода страны к федеративному устройству». Коммерсантъ Украина (100 (1660)). 2012, 16 июля. Archivado desde el original el 22 de febrero de 2014. Consultado el 19 de mayo de 2015.

### En inglés
- Crouch, D. East Ukraine threatens autonomy. The Guardian. 28 November 2004.
- Kuzio, T. UKRAINE: East-west break-up fears are overdone. Oxford Analytica. 2 December 2004.

- Datos: Q4533648